# Деїфоба
Деїфоба (грец. Δηιφόβη) — дочка Главка, жриця Аполлона й Артеміди; водила Енея в Аїд.
За Сервієм, Деїфоба — сивіла Кум, що продала Тарквінієві сивілині книги. Вона випросила в Аполлона 700 років життя, але забула замовити слово про вічну молодість, тому зрештою так постаріла, що обернулася на тінь.